# Wilhelm Karpenstein
Wilhelm Karpenstein (n. 24 mai 1903, Frankfurt/M.; d. 2 mai 1968, Lauterbach, Hessen) a fost un gauleiter al Pomeraniei în timpul nazismului.
După o activitate scurtă ca miner, Karpenstein a aderat la Partidul Național Socialist German al Muncitorilor (NSDAP) începând în același an să studieze dreptul la Frankfurt/M., apoi în Pomerania. La Greifswald a înființat în 1923 gruparea locală a partidului nazist.
Pe 31 august 1925 a aderat din nou la partid (cu numărul de membru 17.333, după re-legalizarea acestuia). Lucrând la diverse tribunale din Frankfurt, a trăit între 1925 și 1929 în județul lui natal Hessen. După ce trecuse examenul de asesor (1929), s-a întors însă la Greifswald. La numai 27 de ani a ajuns deputat de Pomerania în Reichstagul german (1930). Karpenstein a deținut această funcție timp de patru ani (sept. 1930 - aug. 1934), din 1933 a făcut parte și din Consiliul de Stat din Prusia. Fie în aprilie 1930 fie în ianuarie 1932 i-a urmat lui Walther von Corswant ca gauleiter al provinciei Pomerania.
Repede a stârnit atenția conducerii partidului prin acțiuni necorelate cu nimeni și o gestionare "protecționistă". Baza lui de sprijin era mereu SS-ul din Pomerania. Conducerea inspecțiilor pe Reich a ordonat inspecției de nord (gauleiterul Hinrich Lohse) să examineze cu strictețe situația din Pomerania; rezultatul a constat însă numai într-o convorbire lungă cu conducerea partidului pe plan de "gau". Când pe 24 ianuarie 1933 Lohse a primit din nou sarcina să combată energic problemele de acolo, a răspuns că "în Pomerania situația este definitiv încurcată(...)" propunând să fie înlocuit actualul gauleiter. Pe 8 mai 1933 Karpenstein a făcut SS-ul lui să ocupe clădirea conducerii partidului de la Stettin. Moșierul  von Müffling din Friedland s-a plâns într-o scrisoare lui Rudolf Heß; Karpenstein ar fi trăit "ani de zile" din furturi. Deasupra ar fi homosexual. Șeful SA-ului de atunci, Ernst Röhm, ucis în 1934, l-a considerat în 1933 "o primejdie și un scandal pentru mișcare".
Organele de control însărcinate cu verificarea politicii de personal respectiv de finanțe a lui Karpenstein au catalogat această declarație drept "iresponsabilă". În calitate de gauleiter era și editorul "Ziarului Pomeran (Pommersche Zeitung)". Ca atare a luat banii acestui ziar pentru a cumpăra 25 de mașini pe care le-a pus la dispoziția SA-ului.
În 1934, cariera sa s-a întrerupt abrupt. Motivul au fost conflicte în legătură cu lagărul de concentrare Bredow lângă Stettin. Acesta fusese înființat de președintele poliției Engel și formația SS de acolo pe terenul fostului șantier naval "Vulcan". Pe 21 iulie 1934 Karpenstein a fost înlocuit ca gauleiter al provinciei Pomerania și exclus din partid. În această funcție a urmat Franz Schwede. Din octombrie 1934 până-n 1936 Karpenstein s-a aflat la detenția Gestapo-ului (Berlin). Fiind eliberat în iulie 1936, a fost obligat să rămână în Germania, însă fără să mai calce pe teritoriul Pomeraniei.
Din 1938 a lucrat la Berlin ca avocat, în anii războiului a fost preponderent soldat.
Fiind acuzat în legătură cu o eventuală răspundere pentru cele întâmplate la lagărul de la Bredow, nu s-a ajuns la nici o condamnare, tribunalele din RFG considerând că nu putea fi judecat pentru anumite atrocități din perioada 1933/34.

## Literatură
- Erich Stockhorst: 5000 Köpfe - Wer war was im Drritten Reich. Arndt, Kiel 2000, ISBN 3-88741-116-1.
- Thorsten Hinz: Die Partei macht Staat, în: Baltische Studien, vol. 92, Ludwig 2006.

1. 1 2  „Wilhelm Karpenstein”, Gemeinsame Normdatei, accesat în 24 aprilie 2014